# Wimbledon 2024
De 137e editie van de Wimbledon Championships vond plaats van maandag 1 tot en met zondag 14 juli 2024. Voor de vrouwen was dit de 130e editie van het graskampioenschap. Het toernooi werd gespeeld bij de All England Lawn Tennis and Croquet Club in de wijk Wimbledon van de Britse hoofdstad Londen.
Op grond van een beslissing van de gezamenlijke internationale tennisbonden speelden deelnemers uit Rusland en Wit-Rusland zonder hun nationale kenmerken.

## Toernooisamenvatting
Bij het mannenenkelspel verdedigde de Spanjaard Carlos Alcaraz met succes zijn titel. 
Het vrouwenenkelspel werd in 2023 gewonnen door de Tsjechische Markéta Vondroušová. Dit jaar ging haar landgenote Barbora Krejčíková met de trofee naar huis.
Titelverdedigers bij het mannendubbelspel waren de Nederlander Wesley Koolhof en de Brit Neal Skupski, die gescheiden deelnamen. Dit jaar zegevierde het Fins/Britse duo Harri Heliövaara en Henry Patten.
Titelhoudsters bij het vrouwendubbelspel waren de Taiwanese Hsieh Su-wei en de Tsjechische Barbora Strýcová. De winnaars werden de Tsjechische Kateřina Siniaková en de Amerikaanse Taylor Townsend.
Titelverdedigers in het gemengd dubbelspel, de Oekraïense Ljoedmyla Kitsjenok en de Kroaat Mate Pavić, trokken zich in de tweede ronde terug uit het toernooi. De Taiwanese Hsieh Su-wei en Pool Jan Zieliński wonnen de titel.
In de rolstoeltoernooien waren er Nederlandse successen: Diede de Groot won in het enkelspel haar 23e grandslamtitel, de zesde op Wimbledon; Niels Vink won in de categorie quad zijn vijfde grandslamtitel in het enkelspel, en samen met landgenoot Sam Schröder ook de dubbelspeltitel.

## Toernooikalender
- Bron: [4]

| Wimbledon          | juli 2024 | juli 2024 | juli 2024 | juli 2024 | juli 2024                          | juli 2024                          | juli 2024                          | juli 2024 | juli 2024   | juli 2024   | juli 2024    | juli 2024    | juli 2024 | juli 2024 |
| Wimbledon          | maa 1     | din 2     | woe 3     | don 4     | vrĳ 5                              | zat 6                              | zon 7                              | maa 8     | din 9       | woe 10      | don 11       | vrĳ 12       | zat 13    | zon 14    |
| ------------------ | --------- | --------- | --------- | --------- | ---------------------------------- | ---------------------------------- | ---------------------------------- | --------- | ----------- | ----------- | ------------ | ------------ | --------- | --------- |
| mannenenkelspel    | 1e ronde  | 1e ronde  | 2e ronde  | 2e ronde  | 3e ronde                           | 3e ronde                           | 4e ronde                           | 4e ronde  | kwartfinale | kwartfinale |              | halve finale |           | finale    |
| vrouwenenkelspel   | 1e ronde  | 1e ronde  | 2e ronde  | 2e ronde  | 3e ronde                           | 3e ronde                           | 4e ronde                           | 4e ronde  | kwartfinale | kwartfinale | halve finale |              | finale    |           |
| mannendubbelspel   |           |           | 1e ronde  | 1e ronde  | 2e ronde                           | 2e ronde                           | 3e ronde                           | 3e ronde  | kwartfinale | kwartfinale | halve finale |              | finale    |           |
| vrouwendubbelspel  |           |           | 1e ronde  | 1e ronde  | 2e ronde                           | 2e ronde                           | 3e ronde                           | 3e ronde  | kwartfinale | kwartfinale | halve finale |              | finale    |           |
| gemengd dubbelspel |           |           |           |           | drie dagen uitgesteld wegens regen | drie dagen uitgesteld wegens regen | drie dagen uitgesteld wegens regen | 1e ronde  | 1e ronde    | 2e ronde    | kwartfinale  | halve finale |           | finale    |

## Opzet
De volgende toernooien werden georganiseerd (aantal spelers c.q. teams vermeld tussen haakjes):
Hoofdtoernooien
- Mannenenkelspel (128 spelers)
- Vrouwenenkelspel (128 speelsters)
- Mannendubbelspel (64 teams)
- Vrouwendubbelspel (64 teams)
- Gemengd dubbelspel (32 teams)

Kwalificatietoernooien
- Mannenenkelspel (128 spelers)
- Vrouwenenkelspel (128 speelsters)

Juniorentoernooien
- Jongensenkelspel (64 spelers)
- Meisjesenkelspel (64 speelsters)
- Jongensdubbelspel (32 teams)
- Meisjesdubbelspel (32 teams)

Rolstoeltoernooien
- Mannenenkelspel (16 spelers)
- Vrouwenenkelspel (16 speelsters)
- Mannendubbelspel (8 teams)
- Vrouwendubbelspel (8 teams)
- Quad-enkelspel (8 spelers)
- Quad-dubbelspel (4 teams)

Invitatietoernooien (senioren)
- Mannendubbelspel (8 teams)
- Vrouwendubbelspel (8 teams)
- Gemengd dubbelspel (8 teams)

Jeugdtoernooien
- Jongens t/m 14 jaar enkelspel (16 spelers)
- Meisjes t/m 14 jaar enkelspel (16 speelsters)

De meeste toernooien werden afgewerkt volgens het knock-outsysteem, met uitzondering van de invitatietoernooien en de jeugdtoernooien (t/m 14 jaar) waarbij om te beginnen een groepsfase plaatsvindt, gevolgd door een finale.
De wedstrijden van het mannenenkelspel werden gespeeld om drie gewonnen sets (best of five). De wedstrijden van het vrouwenenkelspel, vrouwendubbelspel, mannendubbelspel, gemengd dubbelspel, jongens- & meisjesenkelspel en alle rolstoeltoernooien werden gespeeld om twee gewonnen sets (best of three). Bij deze toernooien werd in de beslissende set bij een stand van 6–6 een supertiebreak (tot 10 punten) gespeeld. De wedstrijden van het jongens- & meisjesdubbelspel, het jongens- & meisjesenkelspel t/m 14 jaar en het mannen-, vrouwen- & gemengd invitatiedubbelspel werden gespeeld om twee gewonnen sets (best of three), met een match-tiebreak bij een stand van 1–1 in sets.
Vanwege het slechte weer gedurende de eerste week van het toernooi werd de finale van het gemengd dubbelspel verplaatst van de laatste donderdag naar de laatste zondag. Tevens werd besloten om de eerste twee ronden van het gemengd dubbelspel te spelen met een match-tiebreak bij een stand van 1–1 in sets, in plaats van een volledige set. De eerste twee sets werden nog wel gespeeld met de voordeel-regel.
De kwalificatiewedstrijden voor het mannen- en vrouwenenkelspel werden de week voorafgaand aan het hoofdtoernooi gespeeld op de grasbanen van het Community Sport Centre in de Londense wijk Roehampton. Deze kwalificatiewedstrijden werden op een externe locatie gespeeld om de grasbanen van de AELTC te ontzien. De kwalificaties bestonden uit drie ronden. Zestien mannen en zestien vrouwen konden zich kwalificeren voor de hoofdtoernooien. De kwalificatiewedstrijden in het mannen- en vrouwenenkelspel werden gespeeld om twee gewonnen sets (best of three) met een supertiebreak bij een stand van 6–6 in de beslissende set, met uitzondering van de derde kwalificatieronde van het mannenenkelspel, waar om drie gewonnen sets (best of five) werd gespeeld.

## Enkelspel

### Mannen
De finale was een herhaling van 2023. Carlos Alcaraz won in drie sets van de Serviër Novak Djokovic. Alcaraz verdedigde met succes zijn titel en won zijn vierde grandslamtitel. Hij werd na Björn Borg, Boris Becker, Pete Sampras en Roger Federer, de zesde speler in het open tijdperk die zijn eerste Wimbledontitel met succes verdedigde. Het was Djokovic' tiende Wimbledonfinale.

### Vrouwen
Titelverdedigster was Markéta Vondroušová uit Tsjechië – zij strandde al in de eerste ronde. Dit was voor het eerst in twintig jaar dat de titelverdedigster verloor in de eerste ronde. In de finale zegevierde de Tsjechische Barbora Krejčíková over Jasmine Paolini (Italië). Krejčíková werd hiermee de vierde Tsjechische speelster in het open tijdperk die de enkelspeltitel op Wimbledon won.

## Dubbelspel

### Mannen
Titelverdedigers bij het mannendubbelspel waren de Nederlander Wesley Koolhof en de Brit Neal Skupski; zij namen deel aan de zijde van een andere partner. Koolhof verloor in de tweede ronde en Skupski strandde in de halve finale. De titel werd gewonnen door het ongeplaatste Fins/Britse duo Harri Heliövaara en Henry Patten.

### Vrouwen
Titelhoudsters waren Hsieh Su-wei (Taiwan) en Barbora Strýcová uit Tsjechië. Strýcová had zich uit het actieve tennis teruggetrokken. Hsieh en de Belgische Elise Mertens bereikten de halve finale. De eindzege ging naar Kateřina Siniaková (Tsjechië) en Taylor Townsend (VS) die de Canadese Gabriela Dabrowski en de voor Nieuw-Zeeland spelende Canadese Erin Routliffe in de finale versloegen.

### Gemengd
Titelverdedigers in het gemengd dubbelspel, de Oekraïense Ljoedmyla Kitsjenok en de Kroaat Mate Pavić, trokken zich in de tweede ronde terug uit het toernooi. De Taiwanese Hsieh Su-wei en Pool Jan Zieliński wonnen hun tweede gezamenlijke grandslamtitel, na de overwinning in Australië.

## Kwalificatietoernooi
Algemene regels – Aan het hoofdtoernooi (enkelspel) doen bij de mannen en vrouwen elk 128 tennissers mee. De 104 beste mannen en 104 beste vrouwen van de wereldranglijst die zich inschrijven, worden rechtstreeks toegelaten. Acht mannen en acht vrouwen krijgen van de organisatie een wildcard. Voor de overige ingeschrevenen resteren dan nog zestien plaatsen bij de mannen en zestien plaatsen bij de vrouwen in het hoofdtoernooi – deze plaatsen worden via het kwalificatietoernooi ingevuld. Aan dit kwalificatietoernooi doen nog eens 128 mannen en 128 vrouwen mee.
De kwalificatiewedstrijden werden gespeeld op het Community Sport Centre in Roehampton van maandag 24 tot en met donderdag 27 juni 2024.
De volgende deelnemers aan het kwalificatietoernooi wisten zich een plaats te veroveren in de hoofdtabel:

### Mannenenkelspel
- Radu Albot
- Mattia Bellucci
- Zizou Bergs
- Alex Bolt
- Cristian Garín
- Hugo Gaston
- Quentin Halys
- Lloyd Harris
- Maxime Janvier
- Vít Kopřiva
- Mark Lajal
- Felipe Meligeni Alves
- Alejandro Moro Cañas
- Lucas Pouille
- Otto Virtanen
- Elias Ymer

Lucky losers
- James Duckworth
- Daniel Elahi Galán
- David Goffin
- Giovanni Mpetshi Perricard
- Luca Van Assche

### Vrouwenenkelspel
- Bai Zhuoxuan
- Olivia Gadecki
- Dalma Gálfi
- Sonay Kartal
- McCartney Kessler
- Eva Lys
- Robin Montgomery
- Alycia Parks
- Elena Gabriela Ruse
- Darija Snihoer
- Marina Stakusic
- Joelija Starodoebtseva
- Lulu Sun
- Anca Todoni
- Panna Udvardy
- Katie Volynets

Lucky losers
- Erika Andrejeva
- Olga Danilović
- Elsa Jacquemot
- Renata Zarazúa

## Junioren
Meisjesenkelspel

Finale: Renáta Jamrichová (Slowakije) won van Emerson Jones (Australië) met 6-3, 6-4
Jongensenkelspel

Finale: Nicolai Budkov Kjær (Noorwegen) won van Mees Röttgering (Nederland) met 6-3, 6-3
Meisjesenkelspel tot 14 jaar

Finale: Jana Kovačková (Tsjechië) won van Keisija Bērziņa (Letland) met 5-7, 6-3, [10-2]
Jongensenkelspel tot 14 jaar

Finale: Takahiro Kawaguchi (Japan) won van Jordan Lee (VS) met 6-2, 6-2
Meisjesdubbelspel

Finale: Tyra Caterina Grant (VS) en Iva Jovic (VS) wonnen van Mika Stojsavljevic  (VK) en Mingge Xu (VK) met 7-5, 4-6, [10-8]
Jongensdubbelspel

Finale: Alexander Razeghi (VS) en Max Schönhaus (Duitsland) wonnen van Jan Klimas  (Tsjechië) en Jan Kumstát (Tsjechië) met 7-6, 6-4

## Rolstoeltennis
Rolstoelvrouwenenkelspel

Finale: Diede de Groot (Nederland) won van Aniek van Koot (Nederland) met 6-4, 6-4
Rolstoelmannenenkelspel

Finale: Alfie Hewett (VK) won van Martín de la Puente (Spanje) met 6-2, 6-3
Quad-enkelspel

Finale: Niels Vink (Nederland) won van Sam Schröder (Nederland) met 7-6, 6-4
Rolstoelvrouwendubbelspel

Finale: Yui Kamiji (Japan) en Kgothatso Montjane (Zuid-Afrika) wonnen van Jiske Griffioen (Nederland) en Diede de Groot (Nederland) met 6-4, 6-4
Rolstoelmannendubbelspel

Finale: Alfie Hewett (VK) en Gordon Reid (VK) wonnen van Takuya Miki (Japan) en Tokito Oda (Japan) met 6-4, 7-6
Quad-dubbelspel

Finale: Sam Schröder (Nederland) en Niels Vink (Nederland) wonnen van Andy Lapthorne (VK) en Guy Sasson (Israël) met 3-6, 7-6, 6-3